# 덕릉고개
덕릉고개는 덕흥대원군묘에서 이름을 따온 고개이다. 전해오는 이야기에 따르면 덕흥대원군을 추존하고 싶던 조선 선조가 이 무덤을 덕릉으로 부르게 하면서 고개 이름이 유래되었다.
1. ↑  https://www.koya-culture.com/mobile/article.html?no=129671